# Стеблево (сельское поселение Кашинское)
Стеблево — деревня в Волоколамском районе Московской области России. Входит в состав сельского поселения Кашинское. Население — 563 чел. (2010).

## География
Деревня Стеблево расположена на северо-западе Московской области, в северной части Волоколамского района, на автодороге Р107 Клин — Лотошино, примерно в 10 км к северу от города Волоколамска, с которым связана автобусным сообщением.
В деревне 7 улиц — Зелёная, Луговая, Мира, Ольховая, Полянка, Центральная и Шоссейная, зарегистрировано 8 садовых товариществ.
Ближайшие населённые пункты — деревни Бортники, Ремягино и Речки. Рядом с деревней протекает Буйгородский ручей (бассейн Иваньковского водохранилища).

## Население
| 2002 | 2006 | 2010 |
| ---- | ---- | ---- |
| 140  | ↗483 | ↗563 |

## История
В 1959 году посёлок центральной усадьбы совхоза «Стеблево» из упразднённого Речкинского сельсовета был передан Поповкинскому сельсовету.
1959—1963 гг. — населённый пункт Поповкинского сельсовета Волоколамского района.
1963—1965 гг. — населённый пункт Поповкинского сельсовета Волоколамского укрупнённого сельского района.
1965—1972 гг. — населённый пункт Поповкинского сельсовета Волоколамского района.
1972—1994 гг. — населённый пункт Стеблевского сельсовета Волоколамского района.
В 1994 году Московской областной думой было утверждено положение о местном самоуправлении в Московской области, сельские советы как административно-территориальные единицы были преобразованы в сельские округа.
1994—2006 гг. — населённый пункт Стеблевского сельского округа Волоколамского района.
С 2006 года — деревня сельского поселения Кашинское Волоколамского муниципального района Московской области.